# 北大路通
北大路通（きたおおじどおり）是京都市主要的東西向道路之一。東起白川通，西至西大路通，是橫貫洛北的幹線道路，川端通～烏丸通間的區間是國道367號。

## 沿線附近設施
由東向西。
- 京都市立修學院中學校
- 京都市立高野中學校 - 東大路通南東角
- 左京郵便局
- 京都巴士高野營業所
- 高野橋（高野川）
- 京都府立洛北高等學校・附屬中學校
- 京都府立大學
- 京都府立植物園
- 北大路橋（賀茂川）
- 大谷大學
  - 京都市營地下鐵烏丸線 - 北大路車站
  - 北大路巴士總站
  - 京都市營巴士烏丸營業所
- 立命館小學校
- 京都教育大學附屬京都小中學校
- 京都市北區役所
- 京都市北保健所
- 日本聖公會京都復活教會
- 大德寺
- 京都市立紫野小學校
- 京都市立紫野高等學校
- 船岡山公園
  - 船岡山城
  - 建勳神社
- 京都府立盲學校幼小中學部
- 佛教大學
- 京都府立盲學校高等部
- 鹿苑寺（金閣寺）

## 交差道路等
| 交差道路等 北←<北大路通>→南                   | 交差道路等 北←<北大路通>→南                 | 交差場所       | 交差場所     | 路線番號  |                    |
| --------------------------------------------- | ------------------------------------------- | -------------- | ------------ | --------- | ------------------ |
| 市道182號蹴上高野線 <白川通>                  | 市道182號蹴上高野線 <白川通>                | 左京區         | 白川通北大路 |           | 東↑ ∧北大路通∨ ↓西 |
| 市道182號蹴上高野線 <白川通>                  | 市道182號蹴上高野線 <白川通>                | 左京區         | 白川通北大路 | 市道182號 | 東↑ ∧北大路通∨ ↓西 |
| 琵琶湖疏水（疏水分線）                        | 琵琶湖疏水（疏水分線）                      | 左京區         | 一乘寺西橋   |           | 東↑ ∧北大路通∨ ↓西 |
| -                                             | ［高原通>                                   | 左京區         |              |           | 東↑ ∧北大路通∨ ↓西 |
| 叡山電鐵叡山本線                              | 叡山電鐵叡山本線                            | 左京區         | 茶山2號踏切  |           | 東↑ ∧北大路通∨ ↓西 |
| <高原通］                                     |                                             | 左京區         |              |           | 東↑ ∧北大路通∨ ↓西 |
| <東大路通>                                    | 市道181號京都環狀線 <東大路通> 東山五條方面 | 左京區         | 高野         |           | 東↑ ∧北大路通∨ ↓西 |
| <東大路通>                                    | 市道181號京都環狀線 <東大路通> 東山五條方面 | 左京區         | 高野         | 市道181號 | 東↑ ∧北大路通∨ ↓西 |
| <大原道>                                      |                                             | 左京區         |              |           | 東↑ ∧北大路通∨ ↓西 |
| 國道367號 <川端通> 大原方面                   | <川端通>                                    | 左京區         | 高野橋東詰   |           | 東↑ ∧北大路通∨ ↓西 |
| 國道367號 <川端通> 大原方面                   | <川端通>                                    | 左京區         | 高野橋東詰   | 國道367號 | 東↑ ∧北大路通∨ ↓西 |
| 高野川                                        | 高野川                                      | 左京區         | 高野橋       |           | 東↑ ∧北大路通∨ ↓西 |
| <下鴨東通>                                    |                                             | 左京區         |              |           | 東↑ ∧北大路通∨ ↓西 |
| <松崎通>                                      |                                             | 左京區         |              |           | 東↑ ∧北大路通∨ ↓西 |
| 府道40號下鴨靜原大原線 <下鴨本通>             | 府道32號下鴨京都停車場線 <下鴨本通>         | 左京區         | 洛北高校前） |           | 東↑ ∧北大路通∨ ↓西 |
| <下鴨中通>                                    |                                             | 左京區         |              |           | 東↑ ∧北大路通∨ ↓西 |
| <下鴨西通>                                    |                                             | 左京區         |              |           | 東↑ ∧北大路通∨ ↓西 |
| 賀茂川                                        | 賀茂川                                      | 左京區         | 北大路橋     |           | 東↑ ∧北大路通∨ ↓西 |
| 賀茂川                                        | 賀茂川                                      | 北區           | 北大路橋     |           | 東↑ ∧北大路通∨ ↓西 |
| <加茂街道>                                    | <加茂街道>                                  | 北大路橋西詰   |              |           | 東↑ ∧北大路通∨ ↓西 |
| <烏丸通>                                      | 國道367號 <烏丸通> 烏丸五條方面             | 烏丸北大路     |              |           | 東↑ ∧北大路通∨ ↓西 |
| <烏丸通>                                      | 國道367號 <烏丸通> 烏丸五條方面             | 烏丸北大路     | 市道181號    |           | 東↑ ∧北大路通∨ ↓西 |
| <新町通>                                      | <新町通>                                    | 北大路新町     |              |           | 東↑ ∧北大路通∨ ↓西 |
| 府道38號京都廣河原美山線 <堀川通>             | 府道38號京都廣河原美山線 <堀川通>           | 堀川北大路     |              |           | 東↑ ∧北大路通∨ ↓西 |
| <大宮通>                                      | <大宮通>                                    | 北大路大宮     |              |           | 東↑ ∧北大路通∨ ↓西 |
| <大德寺通>                                    | <大德寺通>                                  | 大德寺前       |              |           | 東↑ ∧北大路通∨ ↓西 |
| <船岡東通>                                    |                                             |                |              |           | 東↑ ∧北大路通∨ ↓西 |
| <今宮門前通>                                  | <今宮門前通>                                | 今宮門前       |              |           | 東↑ ∧北大路通∨ ↓西 |
| 府道31號西陣杉坂線 <千本通>                   | 府道31號西陣杉坂線 <千本通>                 | 千本北大路     |              |           | 東↑ ∧北大路通∨ ↓西 |
| 紙屋川                                        | 紙屋川                                      | 天神川北大路橋 |              |           | 東↑ ∧北大路通∨ ↓西 |
| 市道181號京都環狀線 <西大路通> 西大路五條方面 |                                             |                |              |           | 東↑ ∧北大路通∨ ↓西 |

## 脚注
1. ↑  千宗室・森谷尅久監修　『京都の大路小路』、小学館、1994年。

## 關連項目
- 京都市電

| 京都市內的東西向道路 | 京都市內的東西向道路                                           | 京都市內的東西向道路 |
| -------------------- | -------------------------------------------------------------- | -------------------- |
| 西至： 西大路通      | 北側相鄰道路：紫野通・今宮南通・曼殊院道                       | 東至： 白川通        |
| 西至： 西大路通      | 北大路通                                                       | 東至： 白川通        |
| 西至： 西大路通      | 南側相鄰道路：鞍馬口通・建勳北通・紫明通・御所田通・東鞍馬口通 | 東至： 白川通        |